# Lactalis
Lactalis este o companie de lactate din Franța înființată în anul 1933.
Compania este aflată în proprietatea familiei Besnier, una dintre cele mai bogate din Franța.
Lactalis deținea în 2008, poziția a doua, ca mărime, din sectorul lactatelor și era cel mai mare producător de brânzeturi la nivel european.
În anul 2008, Lactalis a cumpărat compania românească LaDorna pentru o sumă estimată la 80-90 milioane Euro.
Număr de angajați în 2009: 38.000, din care 60% în afara Franței
Cifra de afaceri în 2007: 9,7 miliarde Euro